# Bioorganic & Medicinal Chemistry Letters
Bioorganic & Medicinal Chemistry Letters is een wetenschappelijk tijdschrift met peer review, dat wordt uitgegeven door Elsevier. De naam wordt gewoonlijk afgekort tot Bioorg. Med. Chem. Lett. Het tijdschrift publiceert onderzoek uit de biochemie en medicinale chemie (zoals ontwerp en ontwikkeling van geneesmiddelen).
Het tijdschrift werd opgericht in 1991. In 2017 bedroeg de impactfactor van het tijdschrift 2,442.